# Боґуцин (Плонський повіт)
Боґуцин (пол. Bogucin) — село в Польщі, у гміні Рацьонж Плонського повіту Мазовецького воєводства.
Населення — 56 осіб (2011).
У 1975-1998 роках село належало до Цехановського воєводства.

## Демографія
Демографічна структура станом на 31 березня 2011 року:
|          | Загалом | Допрацездатний вік | Працездатний вік | Постпрацездатний вік |
| -------- | ------- | ------------------ | ---------------- | -------------------- |
| Чоловіки | 33      | 1                  | 26               | 6                    |
| Жінки    | 23      | 3                  | 12               | 8                    |
| Разом    | 56      | 4                  | 38               | 14                   |